# Windthorst
Windthorst é uma cidade  localizada no estado norte-americano de Texas, no Condado de Archer e Condado de Clay.

## Demografia
Segundo o censo norte-americano de 2000, a sua população era de 440 habitantes.
Em 2006, foi estimada uma população de 456, um aumento de 16 (3.6%).

## Geografia
De acordo com o United States Census Bureau tem uma área de
6,6 km², dos quais 6,5 km² cobertos por terra e 0,1 km² cobertos por água.

## Localidades na vizinhança
O diagrama seguinte representa as localidades num raio de 36 km ao redor de Windthorst.